# قورباغه گونونگ مولو
قورباغه گونونگ مولو (نام علمی: Leptobrachella parva) نام یک گونه از تیره قورباغه‌های خاشاک است.